# Ранковий
Ранкóвий — пасажирський залізничний зупинний пункт Київської дирекції Південно-Західної залізниці на електрифікованій лінії Дарниця — Гребінка між зупинним пунктом Засупоївка (2 км) та станцією Яготин (6,1 км). Розташований поблизу села Федорівка Бориспільського району Київської області.

## Історія
У 1973 році лінія електрифікована в складі дільниці Баришівка Яготин (завдожки 44,6 км). Зупинний пункт відкритий у 1974 році.

## Пасажирське сполучення
На зупинному пункті Ранковий зупиняються приміські електропоїзди Яготинського напрямку.